# York őrmester
A York őrmester (eredeti cím: Sergeant York) egy Howard Hawks rendezésében készült életrajzi ihletésű amerikai háborús film. A történet Alvin York első világháborút megjárt katona naplóján alapul. A filmet 11 Oscar-díjra jelölték, melyből kettőt sikerült megnyernie. 2008-ban a York őrmestert az Amerikai Egyesült Államok Nemzeti Filmmegőrzési Bizottsága beválasztotta a Nemzeti Filmarchívumba.

## Történet
|  | Alább a cselekmény részletei következnek! |

Alvin York (Gary Cooper) egy egyszerű tennessee-i lakos az első világháború éveiben, aki átlagon felüli lőkészséggel van megáldva, de az iváson és a verekedésen kívül nem sok mindent csinál, ami persze nem könnyíti meg a helyzetét türelmes édesanyjával (Margaret Wycherly). De egy viharos éjszaka átértekeli életét és rájön a vallás fontosságára, amiben Rosier Pile lelkész (Walter Brennan) is segítségére van. Fogadalmat tesz, hogy nem fog ártani senkinek és jó férje lesz kedvesének, Gracie Williamsnek (Joan Leslie).
A hadsereg behívóját próbálja lelkiismereti okoknál fogva visszautasítani, de ennek ellenére mégis besorozzák. A lelkiismereti indokot elutasítják, mert az egyháza hivatalosan nincs bejelentve azok közé, akik megtagadják a haza fegyveres szolgálatát. A Camp Gordon kiképzőtáborba kerül és a kiképzés során kiderül, hogy átlagon felüli mesterlövész képességei vannak. Hamarosan előléptetik tizedessé.
York még mindig nem akar semmit sem kezdeni a seregben, főleg nem háborúzni és életeket kiontani. Buxton őrnagy (Stanley Ridges) egy szimpatikus tiszt történelemleckéket ad Yorknak. Rövid eltávot is biztosít neki, hogy menjen haza gondolkozni a harcról és ezáltal mások életeinek megmentéséről és ehhez egy történelemkönyvet is kap Buxtontól. Mialatt olvassa a könyvet, eldönti hogy szolgálni fogja hazáját és ismét szolgálatra jelentkezik. Bár még mindig kételkedik benne, hogy meg tudna ölni valakit, mert például ezt nem látja a Biblia által sem igazolva.
Az egységei Európába hajóznak, hogy részt vegyenek a franciaországi meuse-argonne-i hadműveletekben. Amint német géppuskatűzbe keverednek és látja ahogy bajtásai elesnek mellette minden kétsége elszáll. Hirtelen ő lesz az utolsó tiszthelyettes az egységben és így rangidőssé lép elő. York elfog egy német tisztet, majd megadásra kényszeríti csapatát és összesen 132 foglyot ejtenek. York nemzeti hőssé válik, és Becsületéremmel tüntetik ki.
A háború után visszatér Tennesseebe, ahol ünnepelt hősként fogadják, és egy kis farmot is kap, ahol már békében kezd házaséletet Gracievel.

## Szereposztás
| Színész           | Karakter            |
| ----------------- | ------------------- |
| Gary Cooper       | Alvin York          |
| Walter Brennan    | Rosier Pile lelkész |
| Joan Leslie       | Gracie Williams     |
| Margaret Wycherly | Mrs. York           |
| Ward Bond         | Ike Botkin          |
| George Tobies     | "Pusher" Ross       |
| Stanley Ridges    | Buxton őrnagy       |
| Dickie Moore      | George York         |

## A film háttere
Eleinte az igazi Alvin York ellene volt, hogy filmet készítsenek háborús élményeiből. de végül a jogdíjak hatására megenyhült, mert így finanszírozni tudta egy felekezetközi Biblia iskola alapítását. York ahhoz is ragaszkodott, hogy Gary Cooper játssza filmbeli önmagát.

## Életrajzi pontatlanságok
A filmben York három testvér legidősebbikje. A valóságban 11 gyermek közül ő született harmadikként. A filmben akkor dönt úgy, hogy bevonul a seregbe, amikor a Bibliában azt a részt olvassa, hogy „Adjuk meg a császárnak a császárét, Istennek az Istenét”. A valóságban erre az idézetre a parancsnoka hívta fel a figyelmet. A filmben mikor hazatér a háborúból a szolgálataiért kap egy házat és egy farmot Tennessee államtól. A valóságban már volt neki otthona, és már házas is volt, mielőtt megkapta az államtól az ingatlant.

## Oscar-díj
- Oscar-díj (1942)
  - díj: legjobb férfi főszereplő – Gary Cooper
  - díj: legjobb vágó – William Holmes
  - jelölés: legjobb film – Warner Brothers
  - jelölés: legjobb rendező – Howard Hawks
  - jelölés: legjobb férfi mellékszereplő – Walter Brennan
  - jelölés: legjobb női mellékszereplő – Margaret Wycherly
  - jelölés: legjobb operatőr – Sol Polito
  - jelölés: legjobb forgatókönyvíró – Harry Chandlee, Abem Finkel, John Huston, Howard Koch
  - jelölés: legjobb zene – Max Steiner
  - jelölés: legjobb hang – Nathan Levinson
  - jelölés: legjobb férfi díszlettervező – John Hughes, Fred M. MacLean

## Fordítás
- Ez a szócikk részben vagy egészben  a   Sergeant_York című angol Wikipédia-szócikk fordításán alapul.  Az eredeti cikk szerkesztőit annak laptörténete sorolja fel. Ez a jelzés csupán a megfogalmazás eredetét és a szerzői jogokat jelzi, nem szolgál a cikkben szereplő információk forrásmegjelöléseként.